# 学校法人駒澤学園
学校法人駒澤学園（がっこうほうじん こまざわがくえん）は、東京都稲城市に本部を置く曹洞宗系の学校法人。
学校法人駒澤大学は、同じ曹洞宗の系列ではあるが別の学校法人。
1927（昭和2）年・山上曹源先生が、宗祖・道元禅師の「禅の教え」である「正念」「行学一如」を建学の精神に拝受して、「駒沢高等女学院」を東京都世田谷区弦巻に創建されて以来、この精神を具現化するため、先輩諸師・先人たちの粉骨砕身の努力と教育に懸ける情熱によって、今日の伝統を築き上げられた首都圏随一の仏教主義教育による女子学園として威容を誇る。

## 主眼
学校法人駒澤学園の教育は、「知性と理性を備えた心豊かな女性の育成」を標榜し、日々の営みを重ねている。特に禅の精神を踏まえ、社会の趨勢に左右されることなく、自己の確立をめざし、公共の福祉、共存共生に寄与できる理知的で心の豊かな人間を育成することを本分としている。この威儀を正し、随処に主体的に取り組む、学内外での諸活動が、学生・生徒諸君を魅了し、彼女たちの求めて止まないものとして、興味・関心を喚起しているのだと自認し、心の教育機関として前進を続けている。
創設から100年近い齢を重ね、実績と伝統を刻んできたが、現今の社会的状況に鑑み、より積極的な教育の展開を図らなければならないと考え、「任にあたって、他に譲り難し」の心意気を持って務めたい。
教育本来の目的は、文化的で心豊かな生活を営むための知識・智恵・技術等を身につけ、社会の一員として公共の福祉に貢献し、他を尊重し共存共生できる人格の完成と実現を目指す個の確立にある。
禅の精神を基軸とし、人間をこよなく愛し、労わり、敬い、慈しむ精神風土を体感できる教育を、大計をもって教育を論じ、将来展望を持って、国民の負託に応え得る教育機関としての精神風土を確立し、より豊かな発展を期すべきだと考えている

## 設置校
- 駒沢女子大学
- 駒沢女子短期大学
- 駒沢学園女子中学校・高等学校
- 駒沢女子短期大学付属こまざわ幼稚園

## 関係者
- 山上曹源（1878〜1957　学園創立者、駒沢高等女学院・駒沢家政女学校校長）

　山上曹源は、12歳で仏門に入り、曹洞宗第一中学林（現世田谷学園）、曹洞宗大学林（現駒澤大学）に進学した。
　同大学林卒業後は、インド、セイロン（現スリランカ）へ留学、カルカッタ大学大学院などで梵語、インド哲学を学ぶだけでなく、同大学院で講義を担当するなど、国際感覚豊かな仏教学者であった。また、『国訳大蔵経』編纂では中心的な役割を果たすなど、日本を代表する仏教学者の一人でもあった。

### 歴代理事長
- 小川弘貫（1957年～）
- 上田祖峯
- 伊藤文雄
- 菅原正英
- 長尾道之
- 葛城天快
- 光田督良
- 葛城天快